# François de Curel
François, vicomte de Curel, né le 10 juin 1854 à Metz et mort le 26 avril 1928 à Paris, est un romancier et auteur dramatique français.

## Biographie
Fils du vicomte Albert de Curel, officier de cavalerie, et de Pauline de Wendel, petite-fille de François de Wendel.
Après avoir suivi, comme le futur Ferdinand Foch, sa scolarité chez les Jésuites de sa ville natale, François de Curel suit sa famille qui opte pour la France après la défaite de 1870. Il intègre l'École centrale en 1873.
Destiné à reprendre la direction des forges familiales, Curel choisit de se consacrer plutôt aux lettres. Il écrit quelques romans avant de se tourner vers le théâtre. Il « paraît s’aligner sur les dramaturgies d’un Ibsen, d’un Strindberg ou d’un Tchekhov ».
L’Académie française lui décerne le prix Calmann-Lévy en 1898 pour l'ensemble de son œuvre. Dans son édition de 1899, le guide Paris-Parisien le considère comme une « notoriété des lettres » et relève sa « psychologie traitée par un esprit mathématique et philosophique ».
Il est élu membre de l'Académie française le 16 mai 1918, au fauteuil de Paul Hervieu, par 24 voix dès le premier tour, et est reçu le 15 mai 1919 par Émile Boutroux. Entre-temps, la Moselle est redevenue française. Il est également commandeur de la Légion d'honneur.
François de Curel meurt en son domicile, au no 5, rue de Solférino  dans le 7e arrondissement de Paris. Il est inhumé dans la chapelle du château familial lorrain à Coin-sur-Seille.
Une rue de Metz ainsi qu'une rue de Coin-sur-Seille lui rendent hommage. Son buste en marbre, œuvre du sculpteur Emmanuel Hannaux, est conservé au musée de la Cour d'Or de Metz, à qui de son vivant il a fait don d'Œdipe voyageur, un tableau de Gustave Moreau.

## Distinctions
- Commandeur de la Légion d'honneur (1925)

## Œuvres
Théâtre
- L’Envers d’une sainte, pièce en 3 actes, Paris, Théâtre-Libre, 25 janvier 1892
- Les Fossiles, pièce en 4 actes, Paris, Théâtre-Libre, 29 novembre 1892
- L’Invitée, comédie en 3 actes, Paris, Théâtre du Vaudeville, 19 janvier 1893
- L’Amour brode, pièce en 3 actes, Paris, Comédie-Française, 12 octobre 1893
- La Figurante, comédie en 3 actes, Paris, Théâtre de la Renaissance, 5 mars 1896
- Le Repas du lion, pièce en 5 actes, Paris, Théâtre Antoine, 26 novembre 1897
- La Nouvelle idole, pièce en 3 actes, Paris, Théâtre Antoine, 8 février 1899 Texte en ligne
- La Fille sauvage, pièce en 6 actes, Paris, Théâtre Antoine, 17 février 1902
- Le Coup d’aile, pièce en 3 actes, Paris, Théâtre Antoine, 10 janvier 1906
- La Danse devant le miroir, pièce en 2 actes, Paris, Nouvel-Ambigu, 17 janvier 1914
- La Comédie du génie, comédie en 3 actes et 8 tableaux, 1918-1919
- L'Âme en folie, comédie dramatique en 3 actes, Paris, Théâtre des Arts, 23 décembre 1919
- La Biche au bois, féerie-vaudeville, 1920
- Théâtre complet : textes remaniés par l'auteur avec l'historique de chaque pièce, suivis des souvenirs de l'auteur (6 volumes, 1920-1924) Texte en ligne 1 2 3 5 6
- L'Ivresse du Sage, comédie en 3 actes, Paris, Comédie-Française, 5 décembre 1922
- Terre inhumaine, drame en 3 actes, Paris, Théâtre des Arts, 13 décembre 1922 (adaptation filmique en 1959 par Claude Autant-Lara sous le titre Le Bois des amants)
- La Viveuse et le moribond , comédie en 3 actes, Grand Théâtre de Monte-Carlo, 29 décembre 1925[4], reprise au théâtre des Arts, 6 janvier 1926[5].
- Orage mystique, pièce en 3 actes, Paris, Théâtre des Arts, 1er décembre 1927

Varia
- L'Été des fruits secs (1885)
- Le Sauvetage du grand duc (1889)
- Le Solitaire de la lune (1909)
- L'Idée pathétique et vivante, pensées choisies (1912)
- L'Orphelinat de Gaëtan (1927)
- La chasse, ma grande passion. Paris, Durel, 1949, 100 pages (extrait de Historique de l'âme en folie, article publié dans la Revue de Paris, février-mars 1922).